# Dominique Magnant
Dominique Magnant, né le 22 juin 1914 à Loches et mort le 14 décembre 2010 à Sceaux, est un ingénieur français, ancien résistant.

## Études
D. Magnant est ancien élève de l'École polytechnique (X1934), de l'École polytechnique fédérale de Zurich (1939); il est docteur de l'École normale supérieure.

## Résistance dans le Midi
Fait prisonnier pendant la campagne de France, il s'évade en juillet 1940. Il reprend en 1943 son travail d'ingénieur à l"usine Pechiney de Salindres (Gard). Il entretient un mouvement de résistance dans les Cévennes, qui entre en combat contre la Milice après le débarquement du 6 juin 1944. Après le débarquement en Provence d'août 1944, il est nommé à la tête des CFL du Gard (Corps Francs de Libération). Il mène avec ses troupes la libération d'Alès (3 septembre) et de Nîmes (4 septembre).

## Engagement associatif
Proche de Marc Sangnier (polytechnicien lui aussi), D. Magnant a été actif toute sa vie, avant-guerre, pendant la guerre mais aussi après sa retraite professionnelle, dans le mouvement français des Auberges de Jeunesse. Il a présidé la Ligue française des Auberges de jeunesse de 1978 à 1985.

## Décorations
- Officier de la Légion d'Honneur
- Croix de guerre 1939-1945
- Médaille de la Résistance
- Médaille des Évadés
- Médaille pour héroïsme (La République tchèque, 2003)[2]